# 歐陽光
歐陽光（1462年—？），字東之，湖广永明县（今江永縣）人，明朝政治人物。

## 生平
弘治五年（1492年）壬子科湖廣鄉試舉人。弘治十二年（1499年），登己未科進士。弘治十五年，授長洲縣知縣，此後丁憂而去。起补江西永新县知县。

## 家族
曾祖欧阳舜宝；祖欧阳克明；父欧阳永胤。母潘氏。慈侍下。兄兆。弟照。